# Liste der Monuments historiques in Béthisy-Saint-Martin
Die Liste der Monuments historiques in Béthisy-Saint-Martin führt die Monuments historiques in der französischen Gemeinde Béthisy-Saint-Martin auf.

## Liste der Bauwerke
| Bezeichnung              | Beschreibung                       | Standort | Kennzeichnung | Schutzstatus | Datum | Bild           |
| ------------------------ | ---------------------------------- | -------- | ------------- | ------------ | ----- | -------------- |
| Château de la Mothe      | Schloss, erbaut im 17. Jahrhundert | (Lage)   | PA00114525    | Inscrit      | 1986  | weitere Bilder |
| Kirche St-Martin         |                                    | (Lage)   | PA00114526    | Classé       | 1931  | weitere Bilder |
| Bauernhof in Sainte-Luce | Erbaut im 12./13. Jahrhundert      | (Lage)   | PA00114527    | Inscrit      | 1949  | weitere Bilder |

## Liste der Objekte

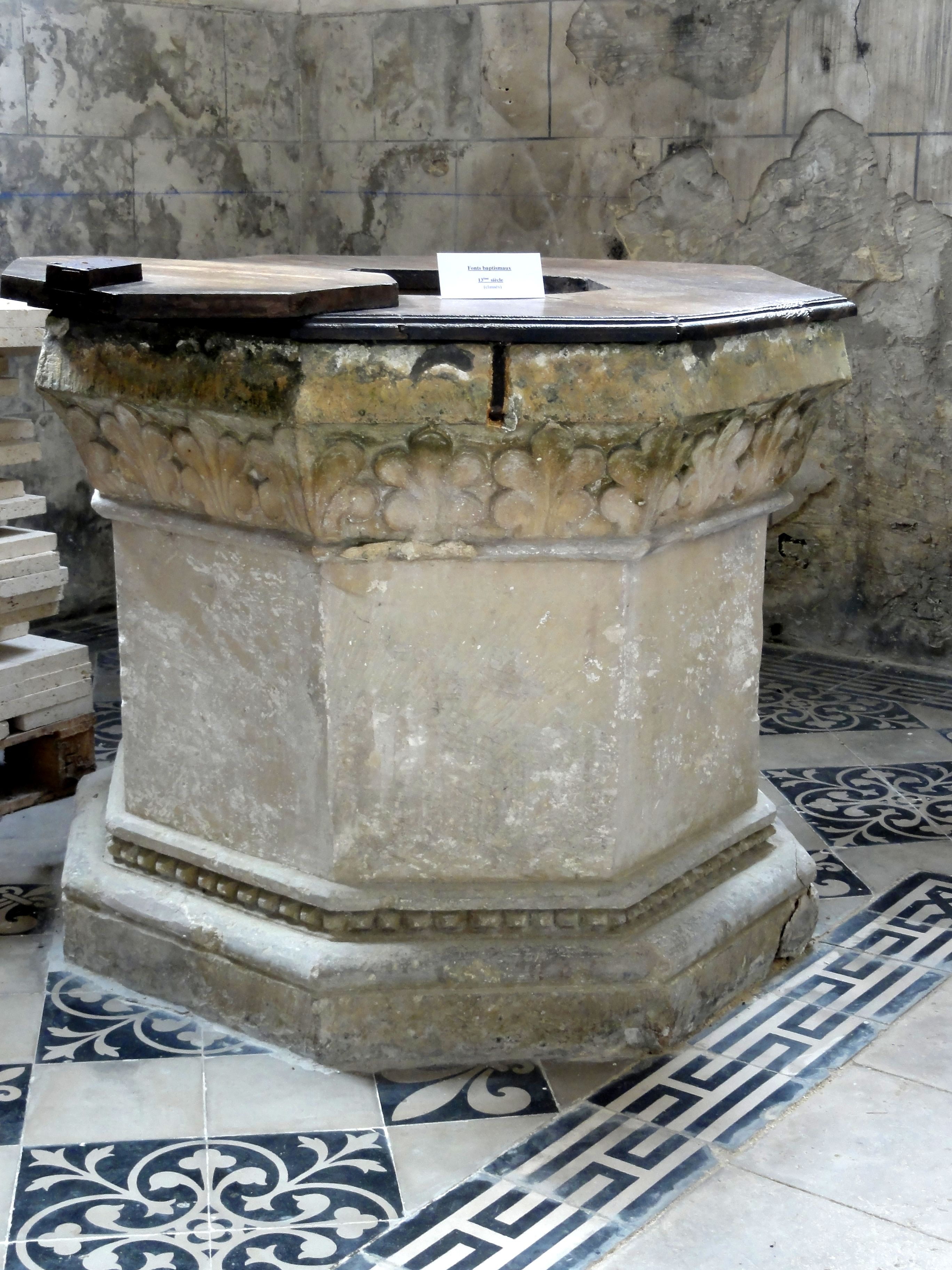
Taufbecken (13. Jahrhundert) in der Kirche St-Martin

- Monuments historiques (Objekte) in Béthisy-Saint-Martin in der Base Palissy des französischen Kultusministeriums